# Yinglin
Yinglin är en köping i sydöstra Kina. Den ligger i Jinjiang i staden Quanzhou i provinsen Fujian, omkring 180 kilometer sydväst om provinshuvudstaden Fuzhou.